# Nachal Avuka
Nachal Avuka (hebrejsky: נחל אבוקה) je vádí v severním Izraeli, v Bejtše'anském údolí, jež je součástí příkopové propadliny okolo řeky Jordán)
Začíná v nadmořské výšce přes 200 metrů pod úrovní moře, nedaleko od vesnice Ejn ha-Naciv, v rovinaté a zemědělsky využívané oblasti, kterou člení jen nevysoké pahorky Tel Cemed a Tel Tachaš a četné prameny. Vádí pak směřuje k jihovýchodu, kde u severního okraje vesnice Kfar Ruppin, u pahorku Tel Karpas, ústí do řeky Jordán.